# Ouédraogo
Ouédraogo (auch Wedraogo, Ouidiraogo; * und † zwischen dem 11. und 13. Jahrhundert im Gebiet des heutigen Burkina Faso) der Gründer des ersten Mossi-Reiches Tenkodogo. Seine Mutter Yennega (Nyennega) war die Tochter eines Herrschers der Dagomba in Gambaga im heutigen Ghana, sein Vater Riallé ein Boussansi, der wegen eines Thronfolgestreits im Exil lebte. Im Alter von 15 Jahren besuchte Ouédraogo das Land seines Großvaters und erhielt 4 Pferde und 50 Kühe. Bei seiner Rückkehr in den Norden folgten ihm viele der Dagomba-Reiter und eroberten mit ihm das Land seines Vaters. Der Legende nach Ouédraogo beschloss, sich der Legende nach in Tenkodogo (volksetymologisch „altes Land“, eigentlich „alte Lehmziegel“) niederzulassen und heiratete Pourikiteka, eine Boussansi-Frau, die ihm drei Söhne gebar. Der älteste, Diaba Lompo, wurde der Herrscher von Gulmu, Rawa der Herrscher von Zondema, Zoungrana, der jüngste, blieb in Tenkodogo.